# A 2011-es Giro d’Italia szakaszai (12–21.)

A 2011-es Giro d’Italia május 7-én kezdődött és május 18-án fejeződött be.

## 12. szakasz
2011. május 19. —  Castelfidardo >  Ravenna — 184 km, sík szakasz 
| #   | Versenyző           | Csapat | Idő        |
| --- | ------------------- | ------ | ---------- |
| 1.  | Mark Cavendish      | THR    | 4h 17' 25" |
| 2.  | Davide Apollonio    | SKY    | + 0"       |
| 3.  | Alessandro Petacchi | LAM    | + 0"       |
| 4.  | Roberto Ferrari     | AND    | + 0"       |
| 5.  | Gerald Ciolek       | QST    | + 0"       |
| 6.  | Fabio Sabatini      | LIQ    | + 0"       |
| 7.  | Manuel Belletti     | CSF    | + 0"       |
| 8.  | Mirko Selvaggi      | VCD    | + 0"       |
| 9.  | Mark Renshaw        | THR    | + 0"       |
| 10. | Manuel Cardoso      | RSH    | + 0"       |

| #   | Versenyző                | Csapat | Idő         |
| --- | ------------------------ | ------ | ----------- |
| 1.  | Alberto Contador         | SBS    | 44h 55' 16" |
| 2.  | Kanstantsin Sivtsov      | THR    | + 59"       |
| 3.  | Vincenzo Nibali          | LIQ    | + 1' 21"    |
| 4.  | Christophe Le Mevel      | GRM    | + 1' 28"    |
| 5.  | Michele Scarponi         | LAM    | + 1' 28"    |
| 6.  | David Arroyo             | MOV    | + 1' 37"    |
| 7.  | Roman Kreuziger          | AST    | + 1' 41"    |
| 8.  | José Rodolfo Serpa Perez | AND    | + 1' 47"    |
| 9.  | Dario Cataldo            | QST    | + 2' 21"    |
| 10. | Matteo Carrara           | VCD    | + 2' 21"    |

## 13. szakasz
2011. május 20. —  Spilimbergo >  Großglockner — 167 km, hegyi szakasz 
| #   | Versenyző           | Csapat | Idő        |
| --- | ------------------- | ------ | ---------- |
| 1.  | José Rujano Guillen | AND    | 4h 45' 54" |
| 2.  | Alberto Contador    | SBS    | + 0"       |
| 3.  | John Gadret         | ALM    | + 1' 27"   |
| 4.  | Hubert Dupont       | ALM    | + 1' 29"   |
| 5.  | Igor Antón          | EUS    | + 1' 29"   |
| 6.  | Roman Kreuziger     | AST    | + 1' 36"   |
| 7.  | Michele Scarponi    | LAM    | + 1' 36"   |
| 8.  | Vincenzo Nibali     | LIQ    | + 1' 36"   |
| 9.  | Vaszil Kirienka     | MOV    | + 1' 36"   |
| 10. | Gyenyisz Menysov    | GEO    | + 1' 36"   |

| #   | Versenyző           | Csapat | Idő         |
| --- | ------------------- | ------ | ----------- |
| 1.  | Alberto Contador    | SBS    | 49h 40' 58" |
| 2.  | Vincenzo Nibali     | LIQ    | + 3' 09"    |
| 3.  | Michele Scarponi    | LAM    | + 3' 16"    |
| 4.  | David Arroyo        | MOV    | + 3' 25"    |
| 5.  | Roman Kreuziger     | AST    | + 3' 29"    |
| 6.  | Kanstantsin Sivtsov | THR    | + 3' 53"    |
| 7.  | Igor Antón          | EUS    | + 4' 02"    |
| 8.  | John Gadret         | ALM    | + 4' 06"    |
| 9.  | Matteo Carrara      | VCD    | + 4' 35"    |
| 10. | Hubert Dupont       | ALM    | + 4' 38"    |

## 14. szakasz
2011. május 21. —  Lienz >  Monte Zoncolan — 210 km, hegyi szakasz 
| #   | Versenyző           | Csapat | Idő        |
| --- | ------------------- | ------ | ---------- |
| 1.  | Igor Antón          | EUS    | 5h 04' 26" |
| 2.  | Alberto Contador    | SBS    | + 33"      |
| 3.  | Vincenzo Nibali     | LIQ    | + 40"      |
| 4.  | Michele Scarponi    | LAM    | + 1' 11"   |
| 5.  | Gyenyisz Menysov    | GEO    | + 1' 21"   |
| 6.  | John Gadret         | ALM    | + 1' 38"   |
| 7.  | Mikel Nieve         | EUS    | + 1' 52"   |
| 8.  | Hubert Dupont       | ALM    | + 1' 55"   |
| 9.  | Kanstantsin Sivtsov | THR    | + 2' 05"   |
| 10. | José Rujano Guillen | AND    | + 2' 11"   |

| #   | Versenyző           | Csapat | Idő         |
| --- | ------------------- | ------ | ----------- |
| 1.  | Alberto Contador    | SBS    | 54h 45' 45" |
| 2.  | Vincenzo Nibali     | LIQ    | + 3' 20"    |
| 3.  | Igor Antón          | EUS    | + 3' 21"    |
| 4.  | Michele Scarponi    | LAM    | + 4' 06"    |
| 5.  | John Gadret         | ALM    | + 5' 23"    |
| 6.  | Kanstantsin Sivtsov | THR    | + 5' 37"    |
| 7.  | Gyenyisz Menysov    | GEO    | + 6' 06"    |
| 8.  | Hubert Dupont       | ALM    | + 6' 12"    |
| 9.  | Roman Kreuziger     | AST    | + 6' 40"    |
| 10. | David Arroyo        | MOV    | + 6' 43"    |

## 15. szakasz
2011. május 22. —  Conegliano >  Gardeccia-Val di Fassa — 229 km, hegyi szakasz 
| #   | Versenyző           | Csapat | Idő        |
| --- | ------------------- | ------ | ---------- |
| 1.  | Mikel Nieve         | EUS    | 7h 27' 14" |
| 2.  | Stefano Garzelli    | ASA    | + 1' 41"   |
| 3.  | Alberto Contador    | SBS    | + 1' 51"   |
| 4.  | Michele Scarponi    | LAM    | + 1' 57"   |
| 5.  | John Gadret         | ALM    | + 2' 28"   |
| 6.  | José Rujano Guillen | AND    | + 2' 35"   |
| 7.  | Vincenzo Nibali     | LIQ    | + 3' 34"   |
| 8.  | Joaquim Rodríguez   | KAT    | + 3' 34"   |
| 9.  | Roman Kreuziger     | AST    | + 4' 01"   |
| 10. | Steven Kruijswijk   | RAB    | + 4' 13"   |

| #   | Versenyző           | Csapat | Idő         |
| --- | ------------------- | ------ | ----------- |
| 1.  | Alberto Contador    | SBS    | 62h 14' 42" |
| 2.  | Michele Scarponi    | LAM    | + 4' 20"    |
| 3.  | Vincenzo Nibali     | LIQ    | + 5' 11"    |
| 4.  | John Gadret         | ALM    | + 6' 08"    |
| 5.  | Mikel Nieve         | EUS    | + 7' 03"    |
| 6.  | José Rujano Guillen | AND    | + 8' 39"    |
| 7.  | Gyenyisz Menysov    | GEO    | + 8' 46"    |
| 8.  | Roman Kreuziger     | AST    | + 8' 58"    |
| 9.  | Joaquim Rodríguez   | KAT    | + 9' 20"    |
| 10. | David Arroyo        | MOV    | + 9' 30"    |

## 16. szakasz
2011. május 24. —  Belluno >  Nevegal — 12,7 km, hegyi időfutam 
| #   | Versenyző           | Csapat | Idő      |
| --- | ------------------- | ------ | -------- |
| 1.  | Alberto Contador    | SBS    | 28' 55"  |
| 2.  | Vincenzo Nibali     | LIQ    | + 34"    |
| 3.  | Michele Scarponi    | LAM    | + 38"    |
| 4.  | José Rujano Guillen | AND    | + 39"    |
| 5.  | Stefano Garzelli    | ASA    | + 46"    |
| 6.  | Roman Kreuziger     | AST    | + 49"    |
| 7.  | Gyenyisz Menysov    | GEO    | + 52"    |
| 8.  | Marco Pinotti       | THR    | + 58"    |
| 9.  | Branislau Samoilau  | MOV    | + 59"    |
| 10. | Vladimir Miholjević | ASA    | + 1' 04" |

| #   | Versenyző           | Csapat | Idő         |
| --- | ------------------- | ------ | ----------- |
| 1.  | Alberto Contador    | SBS    | 62h 43' 37" |
| 2.  | Michele Scarponi    | LAM    | + 4' 58"    |
| 3.  | Vincenzo Nibali     | LIQ    | + 5' 45"    |
| 4.  | John Gadret         | ALM    | + 7' 35"    |
| 5.  | José Rujano Guillen | AND    | + 9' 18"    |
| 6.  | Mikel Nieve         | EUS    | + 9' 22"    |
| 7.  | Gyenyisz Menysov    | GEO    | + 9' 38"    |
| 8.  | Roman Kreuziger     | AST    | + 9' 47"    |
| 9.  | Joaquim Rodríguez   | KAT    | + 10' 25"   |
| 10. | Igor Antón          | EUS    | + 10' 58"   |

## 17. szakasz
2011. május 25. —  Feltre >  Tirano — 230 km, dombos szakasz 
| #  | Versenyző           | Csapat | Idő        |
| -- | ------------------- | ------ | ---------- |
| 1  | Diego Ulissi        | LAM    | 5h 31' 51" |
| 2  | Pablo Lastras       | MOV    | + 0"       |
| 3  | Giovanni Visconti   | FAR    | + 0"       |
| 4  | Jan Bakelants       | OLO    | + 4"       |
| 5  | Fabio Taborre       | ASA    | + 8"       |
| 6  | Eduard Vorganov     | KAT    | + 8"       |
| 7  | Hubert Dupont       | ALM    | + 8"       |
| 8  | Jesús Hernández     | SBS    | + 8"       |
| 9  | Robert Kišerlovski  | AST    | + 8"       |
| 10 | Kanstantsin Sivtsov | THR    | + 10"      |

| #   | Versenyző           | Csapat | Idő         |
| --- | ------------------- | ------ | ----------- |
| 1.  | Alberto Contador    | SBS    | 68h 18' 27" |
| 2.  | Michele Scarponi    | LAM    | + 4' 58"    |
| 3.  | Vincenzo Nibali     | LIQ    | + 5' 45"    |
| 4.  | John Gadret         | ALM    | + 7' 35"    |
| 5.  | Kanstantsin Sivtsov | THR    | + 9' 12"    |
| 6.  | José Rujano Guillen | AND    | + 9' 18"    |
| 7.  | Mikel Nieve         | EUS    | + 9' 22"    |
| 8.  | Gyenyisz Menysov    | GEO    | + 9' 38"    |
| 9.  | Roman Kreuziger     | AST    | + 9' 47"    |
| 10. | Joaquim Rodríguez   | KAT    | + 10' 25"   |

## 18. szakasz
2011. május 26. —  Morbegno >  San Pellegrino Terme — 151 km, sík szakasz 
| #  | Versenyző          | Csapat | Idő        |
| -- | ------------------ | ------ | ---------- |
| 1  | Eros Capecchi      | LIQ    | 3h 20' 38" |
| 2  | Marco Pinotti      | THR    | + 0"       |
| 3  | Kevin Seeldrayers  | QST    | + 0"       |
| 4  | Gianluca Brambilla | COG    | + 1' 20"   |
| 5  | Paolo Tiralongo    | AST    | + 1' 20"   |
| 6  | Dario Cataldo      | QST    | + 2' 49"   |
| 7  | Alberto Losada     | KAT    | + 3' 46"   |
| 8  | Russel Downing     | SKY    | + 4' 34"   |
| 9  | Oscar Gatto        | FAR    | + 4' 34"   |
| 10 | Jan Bakelandts     | OLO    | + 4' 34"   |

| #   | Versenyző           | Csapat | Idő         |
| --- | ------------------- | ------ | ----------- |
| 1.  | Alberto Contador    | SBS    | 71h 45' 09" |
| 2.  | Michele Scarponi    | LAM    | + 4' 58"    |
| 3.  | Vincenzo Nibali     | LIQ    | + 5' 45"    |
| 4.  | John Gadret         | ALM    | + 7' 35"    |
| 5.  | Kanstantsin Sivtsov | THR    | + 9' 12"    |
| 6.  | José Rujano Guillen | AND    | + 9' 18"    |
| 7.  | Mikel Nieve         | EUS    | + 9' 22"    |
| 8.  | Gyenyisz Menysov    | GEO    | + 9' 38"    |
| 9.  | Roman Kreuziger     | AST    | + 9' 47"    |
| 10. | Joaquim Rodríguez   | KAT    | + 10' 25"   |

## 19. szakasz
2011. május 27. —  Bergamo >  Macugnaga — 209 km, hegyi szakasz 
| #  | Versenyző           | Csapat | Idő        |
| -- | ------------------- | ------ | ---------- |
| 1  | Paolo Tiralongo     | AST    | 5h 26' 27" |
| 2  | Alberto Contador    | SBS    | + 0"       |
| 3  | Vincenzo Nibali     | LIQ    | + 3"       |
| 4  | John Gadret         | ALM    | + 6"       |
| 5  | Joaquim Rodríguez   | KAT    | + 6"       |
| 6  | Steven Kruijswijk   | RAB    | + 6"       |
| 7  | Michele Scarponi    | LAM    | + 8"       |
| 8  | Roman Kreuziger     | AST    | + 21"      |
| 9  | Hubert Dupont       | ALM    | + 29"      |
| 10 | Kanstantsin Sivtsov | THR    | + 34"      |

| #   | Versenyző           | Csapat | Idő         |
| --- | ------------------- | ------ | ----------- |
| 1.  | Alberto Contador    | SBS    | 77h 11' 24" |
| 2.  | Michele Scarponi    | LAM    | + 5' 18"    |
| 3.  | Vincenzo Nibali     | LIQ    | + 5' 52"    |
| 4.  | John Gadret         | ALM    | + 7' 53"    |
| 5.  | Kanstantsin Sivtsov | THR    | + 9' 58"    |
| 6.  | Mikel Nieve         | EUS    | + 10' 08"   |
| 7.  | Roman Kreuziger     | AST    | + 10' 20"   |
| 8.  | Joaquim Rodríguez   | KAT    | + 10' 43"   |
| 9.  | Gyenyisz Menysov    | GEO    | + 10' 51"   |
| 10. | José Rujano Guillen | AND    | + 11' 50"   |

## 20. szakasz
2011. május 28. —  Verbania >  Sestriere — 242 km, hegyi szakasz 
| #  | Versenyző           | Csapat | Idő        |
| -- | ------------------- | ------ | ---------- |
| 1  | Vasil Kiryenka      | MOV    | 6h 17' 03" |
| 2  | José Rujano Guillen | AND    | + 4' 43"   |
| 3  | Joaquim Rodríguez   | KAT    | + 4' 50"   |
| 4  | Carlos Betancourt   | ASA    | + 5' 31"   |
| 5  | John Gadret         | ALM    | + 5' 54"   |
| 6  | Michele Scarponi    | LAM    | + 5' 58"   |
| 7  | Steven Kruijswijk   | RAB    | + 5' 58"   |
| 8  | Alberto Contador    | SBS    | + 5' 58"   |
| 9  | Gyenyisz Menysov    | GEO    | + 5' 58"   |
| 10 | Roman Kreuziger     | AST    | + 6' 16"   |

| #   | Versenyző           | Csapat | Idő         |
| --- | ------------------- | ------ | ----------- |
| 1.  | Alberto Contador    | SBS    | 83h 34' 25" |
| 2.  | Michele Scarponi    | LAM    | + 5' 18"    |
| 3.  | Vincenzo Nibali     | LIQ    | + 6' 14"    |
| 4.  | John Gadret         | ALM    | + 7' 49"    |
| 5.  | Joaquim Rodríguez   | KAT    | + 9' 27"    |
| 6.  | José Rujano Guillen | AND    | + 10' 23"   |
| 7.  | Roman Kreuziger     | AST    | + 10' 38"   |
| 8.  | Gyenyisz Menysov    | GEO    | + 10' 51"   |
| 9.  | Steven Kruijswijk   | RAB    | + 12' 56"   |
| 10. | Mikel Nieve         | EUS    | + 12' 57"   |

## 21. szakasz
2011. május 29. —  Milánó >  Milánó — 31,5 km, egyéni időfutam 
| #  | Versenyző           | Csapat | Idő      |
| -- | ------------------- | ------ | -------- |
| 1  | David Millar        | GRM    | 30' 13"  |
| 2  | Alex Rasmussen      | THR    | + 7"     |
| 3  | Alberto Contador    | SBS    | + 36"    |
| 4  | Richie Porte        | SBS    | + 43"    |
| 5  | Jaroszlav Popovics  | RSH    | + 55"    |
| 6  | Jos Van Emden       | RAB    | + 1' 02" |
| 7  | Cameron Meyer       | GRM    | + 1' 04" |
| 8  | Patrick Gretsch     | THR    | + 1' 08" |
| 9  | Tiago Machado       | RSH    | + 1' 12" |
| 10 | Kanstantsin Sivtsov | THR    | + 1' 16" |

| #   | Versenyző           | Csapat | Idő         |
| --- | ------------------- | ------ | ----------- |
| 1.  | Alberto Contador    | SBS    | 84h 05' 14" |
| 2.  | Michele Scarponi    | LAM    | + 6' 10"    |
| 3.  | Vincenzo Nibali     | LIQ    | + 6' 56"    |
| 4.  | John Gadret         | ALM    | + 10' 04"   |
| 5.  | Joaquim Rodríguez   | KAT    | + 11' 05"   |
| 6.  | Roman Kreuziger     | AST    | + 11' 28"   |
| 7.  | José Rujano Guillen | AND    | + 12' 12"   |
| 8.  | Gyenyisz Menysov    | GEO    | + 12' 18"   |
| 9.  | Steven Kruijswijk   | RAB    | + 13' 51"   |
| 10. | Kanstantsin Sivtsov | THR    | + 14' 10"   |

## Külső hivatkozások
- Hivatalos honlap Archiválva 2011. november 29-i dátummal a Wayback Machine-ben